# 미스 에스파냐
미스 에스파냐(스페인어: Miss España, 영어: Miss Spain)는 스페인 최대의 미인 대회다. 미스 유니버스의 지역 대표 기관이며 차순위자는 미스 월드, 미스 어스, 미스 인터내셔널에 출전한다.